# 제2차 실레시아 전쟁

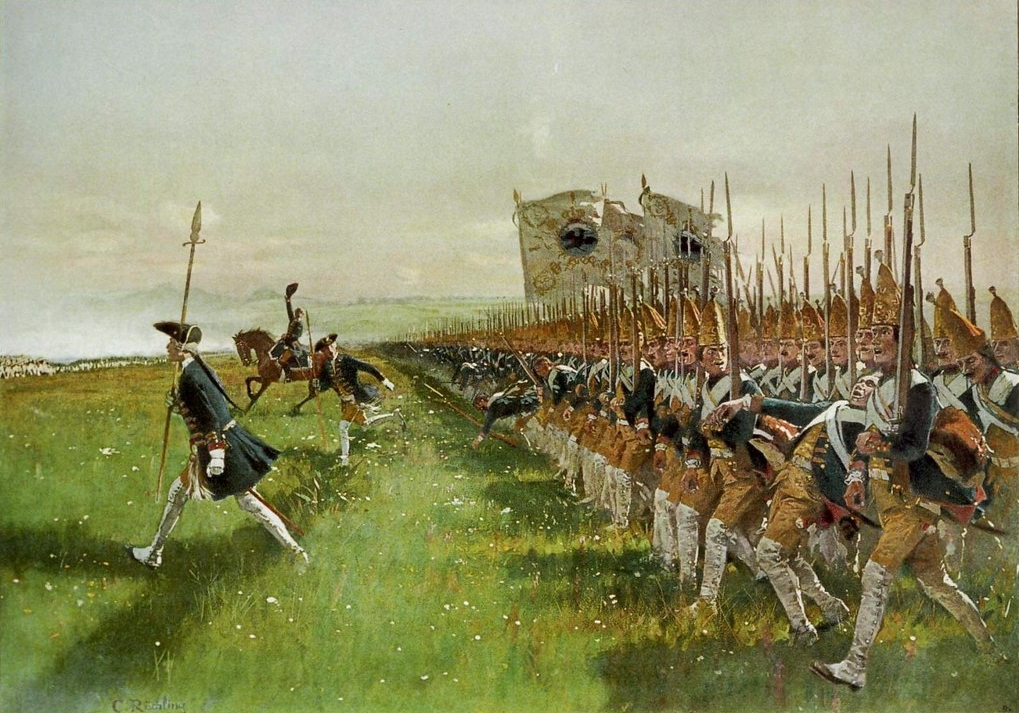

제2차 실레시아 전쟁(독일어: Zweiter Schlesischer Krieg)은 1744년부터 1745년까지 프로이센 왕국과 오스트리아 사이에 벌어진 전쟁으로, 프로이센이 실레시아 지역(현재 폴란드 남서부)에 대한 지배권을 확고히 했다. 전쟁은 주로 실레시아, 보헤미아, 어퍼 작센에서 벌어졌으며 더 넓은 범위의 오스트리아 계승 전쟁의 하나의 전역을 형성했다. 이 전쟁은 18세기 중반 프리드리히 대왕의 프로이센과 마리아 테레지아의 오스트리아 사이에 벌어진 세 번의 실레지아 전쟁 중 두 번째였으며, 세 번의 전쟁 모두 프로이센의 실레시아 지배로 끝났다.
이 분쟁은 불과 2년 전에 종결된 제1차 실레시아 전쟁의 연장으로 간주되었다. 1742년 베를린 조약으로 오스트리아와 프로이센 사이의 적대 관계가 종식된 후 합스부르크 왕가의 재산은 계속되는 오스트리아 왕위 계승 전쟁에서 크게 향상되었다. 오스트리아가 1743년 보름스 조약으로 동맹을 확대하자 프로이센은 프랑크푸르트 연맹에서 오스트리아의 적들과 새로운 동맹을 맺고 전쟁에 다시 참여하여 부활한 오스트리아가 실레시아를 탈환하는 것을 막으려 했다.
전쟁은 1744년 중반 프로이센의 합스부르크 보헤미아 침공으로 시작되었고, 1745년 12월 드레스덴 조약으로 프로이센의 승리로 끝났으며, 이로써 프로이센의 실레시아 지배권이 확고해졌다. 실레시아를 둘러싼 계속되는 갈등은 10년 후 오스트리아와 프로이센을 제3차 실레시아 전쟁으로 몰아넣었다. 제2차 실레시아 전쟁은 약소한 독일 세력에 의해 합스부르크 왕가의 패배를 반복했고, 1세기 이상 동안 독일 정치를 형성한 오스트리아-프로이센 경쟁에 기여했다.